# Поромівська сільська рада (Володимирський район)
Поромівська сільська рада Поромівської сільської територіальної громади (до 2016 року — Поромівська сільська рада Іваничівського району Волинської області) — орган місцевого самоврядування Поромівської сільської територіальної громади Волинської області з розміщенням у селі Поромів.

## Склад ради
Рада складається з 24 депутатів та голови.
Перші вибори депутатів ради та голови громади відбулись 11 грудня 2016 року. Було обрано 13 з 14 депутатів, з них (за суб'єктами висування): УКРОП — 9, самовисування — 3 та БПП «Солідарність» — 1.
Головою громади обрали члена та висуванця УКРОПу Євгенія Недищука, тимчасово непрацюючого.
23 грудня 2018 року відбулись додаткові місцеві вибори з виборів депутатів ради на територіях колишніх Морозовичівської та Старолішнянської сільських рад, що приєднались до складу громади 4 серпня 2017 року. Було обрано 10 депутатів ради, з них: УКРОП — 5, БПП «Солідарність» — 4 та Всеукраїнське об'єднання «Батьківщина» — 1.
Тоді ж відбулись проміжні вибори в окрузі № 11 — вакантне місце депутата зайняла представниця УКРОПу.

## Історія
До 22 грудня 2016 року — адміністративно-територіальна одиниця у Іваничівському районі Волинської області з підпорядкуванням сіл Поромів, Лежниця, Михалє, Млинище та Петрове.

### Населення
Згідно з переписом УРСР 1989 року чисельність наявного населення сільської ради становила 1983 особи, з яких 931 чоловік та 1052 жінки.
За переписом населення України 2001 року в сільській раді мешкало 1970 осіб.

#### Мова
Розподіл населення за рідною мовою за даними перепису 2001 року:
| Мова       | Відсоток |
| ---------- | -------- |
| українська | 99,39 %  |
| російська  | 0,56 %   |
| білоруська | 0,05 %   |

### Склад ради VI скликання
Сільська рада складається з 18 депутатів та голови. Майже всі депутати — сімнадцятеро (94.4 %) — самовисуванці, ще одна депутат (5.6 %) — від Народної партії. 

### Керівний склад сільської ради
| ПІБ                         | Основні відомості                                                 | Дата обрання | Дата звільнення |
| --------------------------- | ----------------------------------------------------------------- | ------------ | --------------- |
| Веретинський Іван Іванович  | Сільський голова, 1962 року народження, освіта, безпартійний      | 26.03.2006   | 31.10.2010      |
| Завгородній Леонід Юхимович | Сільський голова, 1954 року народження, освіта вища, безпартійний | 31.10.2010   |                 |

Примітка: таблиця складена за даними джерела

### Населення
Населення сільської ради згідно з переписом населення 2001 року становить 1,981 осіб, площа — 41.26 км², щілність — 48.0 осіб/км². 
| Населенні пункти                  | 2001 рік | 1989 рік |
| --------------------------------- | -------- | -------- |
| Лежниця                           | 443      | 650      |
| Михалє*                           | 203      | —        |
| Млинище                           | 258      | 370      |
| Цуцнів                            | 238      | 340      |
| Поромів                           | 839      | 680      |
| Сукупне населення                 | 1,981    | 2,040    |
| * Село Михалє — існує з 1991 року |          |          |